# 에콰도르쌀쥐
에콰도르쌀쥐 또는 황금배쌀쥐(Nephelomys auriventer)는 비단털쥐과 톰스쌀쥐속에 속하는 설치류이다. 1899년 토마스(Oldfield Thomas)가 학명 Oryzomys auriventer로써 쌀쥐속에 속하는 종으로 처음 기술했고, 황금올드필드쥐(Oryzomys aureus, 현재 Thomasomys aureus)와 가장 유사한 종으로 간주했다.